# 타나즈 이라니
타나즈 이라니(Tanaaz Irani, 1972년 4월 8일 ~ )는 인도의 배우이다.

## 같이 보기
- 인도 영화 배우 목록